# Českomeziříčská kotlina
Českomeziříčská kotlina je geomorfologický okrsek v severní části Třebechovické tabule, ležící v okresech Rychnov nad Kněžnou, Náchod a Hradec Králové v Královéhradeckém kraji.

## Poloha a sídla

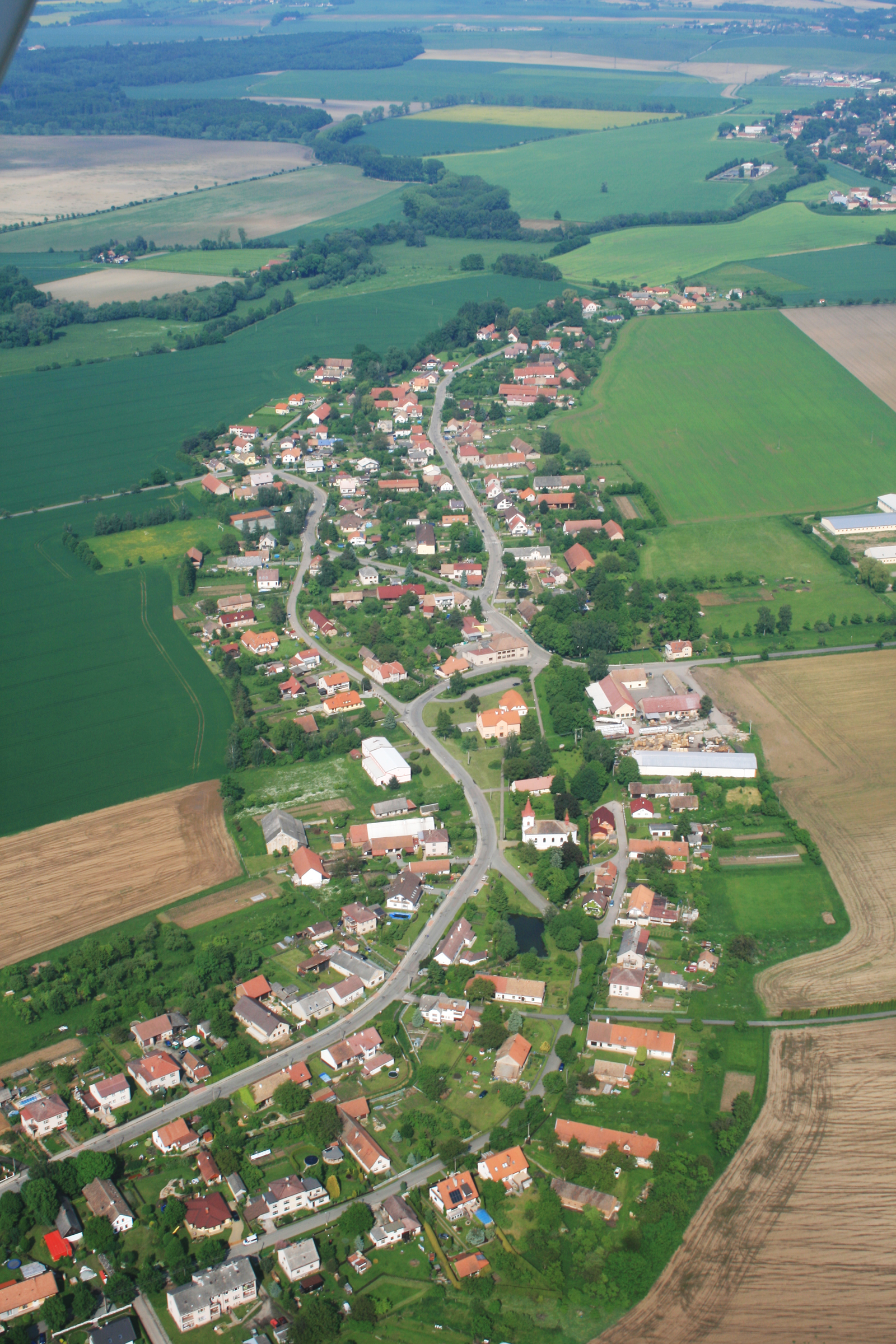
Letecký pohled na obec Pohoří

Území okrsku se nachází zhruba mezi sídly Bohuslavice a Jasenná (na severu), Dobruška (na východě), Opočno (na jihovýchodě), Očelice (na jihu) a Výrava (na západě). Uvnitř okrsku leží titulní obec České Meziříčí a další obec Pohoří.

## Geomorfologické členění
Okrsek Českomeziříčská kotlina (dle značení Jaromíra Demka VIC–2B–3) geomorfologicky náleží do celku Orlická tabule a podcelku Třebechovická tabule.
Dále se již nečlení.
Kotlina sousedí s dalšími okrsky Orlické tabule: Černilovská tabule na západě a jihu, Rychnovský úval na východě a Bohuslavická tabule na severu.